# Мариб (област)
Мариб е една от 19-те области на Йемен. Площта ѝ е 17 500 км², а населението ѝ е 296 100 жители (по оценка от 2012 г.). Разделена е на 14 окръга. Разположена е в часова зона UTC+3. Официален език е арабският.